# Andělský vrch
Andělský vrch  (572 m n.p.m.) – wzniesienie na granicy polsko-czeskiej w południowo-zachodniej Polsce i  północno-środkowych Czechach, w Sudetach Zachodnich, na Pogórzu Izerskim (cz. Frýdlantská pahorkatina).
Wzniesienie położone jest w środkowo-południowej części Pogórza Izerskiego, po północnej stronie od wzniesienia Smrek około 2,5 km na północny wschód od czeskiej miejscowości Nové Město pod Smrkem i 2,1 km na południowy zachód od Pobiednej.
Andělský vrch jest najwyższym wzniesieniem Pogórza Izerskiego (czes. Frýdlantská pahorkatina).  Wyrasta w południowo – zachodniej części Pogórza Izerskiego. Jest to wzniesienie charakteryzujące się łagodnymi zboczami, regularną rzeźbą i urozmaiconym ukształtowaniem o rozległym kopulastym kształcie z niewyraźnie zaznaczoną częścią szczytową. Zbocza wzniesienia łagodnie opadają: zachodnie w kierunku czeskiej miejscowości Nové Město pod Smrkem, północne do Jindřichovice pod Smrkem, wschodnie do Pobiednej, położonej po polskiej stronie. Po południowej stronie od wzniesienia Rapická hora oddzielone jest rozległym płytkim siodłem. Wzniesienie od wschodu wydziela dolina potoku Łużycka (Strużyna). Najwyższy punkt wzniesienia leży po stronie czeskiej w bliskiej odległości od granicy państwowej  między słupkami granicznymi: IV/68/10, IV/69.
Podłoże wzniesienia budują skały bloku karkonosko-izerskiego, są to przede wszystkim gnejsy a podrzędnie łupki łyszczykowe i amfibolity. Na wschodnim zboczu występuje grejzen oraz gnejs ze znaczną mineralizacją fluorytową. Szczyt i zbocza wzniesienia pokrywa warstwa młodszych osadów: glin, żwirów, piasków i lessów z okresu zlodowaceń plejstoceńskich i osadów powstałych w chłodnym, peryglacjalnym klimacie. Szczyt oraz zbocza  północne i południowe w całości porasta las iglasty z niewielką domieszką drzew liściastych. Zbocze wschodnie i zachodnie w niżej położonych partach wzniesienia, zajmują łąki i pola uprawne oraz częściowo nieużytki. Zachodnim zboczem trawersują ścieżki i drogi leśne, a grzbietem przechodzi granica państwowa wzdłuż której, prowadzi ścieżka stanowiąca nie znakowaną i mało uczęszczaną trasę. Położenie wzniesienia, kształt oraz rozległa płaska część szczytowa czynią wzniesienie trudno rozpoznawalnym w terenie. U zachodniego podnóża wzniesienia rozpościera się czeska miejscowość Nové Město pod Smrkem. Po południowej stronie wzniesienia prowadzi droga nr 361 do byłego przejścia granicznego z Czechami Czerniawa-Zdrój-Nové Město pod Smrkem.
W przeszłości wzniesienie miało nazwę: niem. Schöbicht
Wzniesienie zaliczane jest do Korony Sudetów Czeskich.

## Inne
- Na północno-wschodnim zboczu na wysokości 535 m n.p.m. w przeszłości znajdowało się obserwatorium astronomiczne i meteorologiczne. Obserwatorium mieściło się w wieży Mon Plaisir, którą w latach 1803-4 wybudował graf Adolf Traugott von Gersdorf[3].
- W pierwszych latach XXI w. na zachodnim zboczu wzniesienia odkryto kilkanaście źródeł radioaktywnej wody, o właściwościach leczniczych. Najwydajniejsze źródła mają aktywność od 3000 do 5500 Bq/l. Źródła noszą nazwę: Rafael,  Michael[4], Uriela, Samuel[1].
- Na zbocza wzniesienia położone swą źródła kilkunastu strumieni i potoków.

## Turystyka
- Przez szczyt nie prowadzą szlaki turystyczne:

Na szczyt wzniesieniem można dojść ścieżką prowadzącą wzdłuż granicy państwowej.